# 南洋眼镜蛇
南洋眼镜蛇（学名：Naja sputatrix）是眼镜蛇属的一种毒蛇，分布于印尼的爪哇岛和小巽他群岛的热带丛林中，属濒危野生动植物种国际贸易公约附录II保护动物。
成年体长平均1.3（4.3英尺），最长可达1.85（6.1英尺）。其毒液的半数致死量为0.59-1.36 mg/kg，但发作速度不快，致死案例不多。

## 保育狀況
其被列為《瀕危野生動植物種國際貿易公約》附錄二的物種，被限制出口及貿易。